# Петровская волость (Криворожский уезд)
Петровская волость — административно-территориальная единица Криворожского уезда Екатеринославской губернии с центром в селе Петрово.

## История
Образована в 1919 году в составе Криворожского уезда Екатеринославской губернии с центром в селе Петрово. Располагалась в пределах ныне упразднённого Петровского района Кировоградской области.
Ликвидирована 7 марта 1923 года во время административно-территориальной реформы, её территория вместе с территориями Зеленской и Желтянской волостей вошла в состав новосозданного Петровского района Криворожского округа.

## Характеристика
По состоянию на конец марта 1921 года насчитывалось 3050 хозяйств, имевших 23 442 десятин пахотной земли. Население составляло 23 450 человек (10 920 мужчин и 12 530 женщин). Больницы не было, но работало 2 врача, работала аптека, 4 фельдшерских пункта, библиотека с 1400 книгами, самодеятельный театр. Школ грамоты и клубов не было.